# Yamasee-oorlog
De Yamasee was een indianenvolk dat leefde in wat nu het noorden van Florida en het zuiden van Georgia is, nabij de Savannah River. In de 16e eeuw richtten Spanjaarden verschillende missieposten op in het gebied van de Yamasee. De Yamasee kwamen in 1687 in opstand tegen de Spaanse overheersing en vluchtten naar South Carolina waar zij toestemming kregen om zich te vestigen.
Door ontvredenheid over de handel in dierenhuiden begonnen ze in 1715 de Britse kolonisten aan te vallen. Verschillende indianenvolken sloten zich bij de aanvallen aan, behalve de Cherokee en de Creek. Dit conflict werd later bekend als de Yamasee oorlog en duurde tot 1716. Met behulp van de inwoners van Virginia en de Cherokee werden de Yamasee verslagen.
De Yamasee vertrokken richting het zuiden en vestigden zich in het gebied rond St. Augustine in Florida. Daar vormden ze een bondgenootschap met de Spanjaarden tegen de Britten. In 1727 werd een groot aantal Yamasee door de Britten om het leven gebracht. Deze gebeurtenis en verschillende conflicten met de Creek decimeerden de bevolking. De overlevenden sloten zich aan bij de Seminole en gingen op in dat volk.